# Thorneyholme Road
Thorneyholme Road is een cricketstadion en voormalig voetbalstadion in Accrington, een plaats in het Engelse graafschap Lancashire. Het is de thuishaven van cricketclub Accrington Cricket Club en was van 1878 tot 1896 de thuishaven van voetbalclub Accrington FC.
Thorneyholme Road werd geopend in 1878. De Accrington Cricket Club, opgericht in 1846, nam er meteen zijn intrek. Ook voetbalclub Accrington FC werd een vaste bespeler van het veld. Het voetbalveld lag op het westelijke gedeelte van het veld. Accrington was in 1888 een van de stichtende leden van de English Football League, waardoor er vanaf 1888 eersteklassevoetbal te zien was op Thorneyholme Road. De eerste officiële voetbalwedstrijd werd gespeeld op 6 oktober 1888: Accrington FC speelde 4-4 gelijk tegen Wolverhampton Wanderers FC voor 4.000 toeschouwers. Het recordaantal toeschouwers werd gehaald op 2 januari 1893: voor de derby tegen Blackburn Rovers FC zakten er 10.000 mensen af naar Thorneyholme Road.
Na de degradatie van Accrington FC in 1893 was het afgelopen met eersteklassevoetbal op Thorneyholme Road. De club wilde echter niet in tweede klasse spelen, waarop het nog enkele jaren in lagere divisies bleef spelen alvorens er in 1896 definitief de stekker uit te trekken. Op het voormalige voetbalveld liggen nu tennisvelden.